# من الأرض إلى القمر
من الأرض إلى القمر (بالفرنسية: De la Terre à la Lune)، (بالإنجليزية: From the Earth to the Moon). رواية من الخيال العلمي، قام بتأليفها الكاتب الفرنسي جول فيرن في عام 1865، وتدور أحداثها في القرن التاسع عشر حول مجموعة من أعضاء نادي المدفع قامت برحلة إلي القمر في طلقة مدفع قد صمم خصيصاً لهذا الغرض. وكان قد ألفها قبل 100 عام تقريباً من إطلاق أول صاروخ إلى القمر.

## شخصيات القصة
من شخصيات القصة( لويس آرمسترونغ)

## روابط خارجية
- من الأرض إلى القمر على موقع الموسوعة البريطانية (الإنجليزية)